# William Edward Burghardt Du Bois
 Der er for få eller ingen kildehenvisninger i denne artikel, hvilket er et problem. Du kan hjælpe ved at angive troværdige kilder til de påstande, som fremføres i artiklen.

William Edward Burghardt Du Bois (W. E. B. DuBois) (født 23. februar 1868 i Great Barrington i Massachusetts, død 27. august 1963 i Accra i Ghana) var en amerikansk sociolog, historiker, borgerretsforkæmper, forfatter og redaktør. 
DuBois fik eksamen fra Harvard University, hvor han tog sin doktorgrad i historie som den første afro-amerikaner fra dette universitet. Senere blev DuBois professor i historie og økonomi ved Atlanta University. Som leder af The National Association for the Advancement of Colored People (NAACP) i 1910, var DuBois også grundlægger og redaktør for NAACP's tidsskrift, The Crisis. 
DuBois' forældre var Alfred Du Bois og Mary Silvina Burghardt Du Bois. Han voksede op i Great Barrington, som hovedsagelig er en anglo-amerikansk by i Massachusetts. Deres familie stammede fra nederlandske og afrikanske forfædre. Tom Burghardt, en slave (født i Vestafrika omkring 1730), fik sin frihed ved tjeneste i 1780 under den amerikanske revolution som menig soldat i kaptajn John Spoors kompagni. Ifølge DuBois var flere af hans moders forfædre specielt involverede i hjemstedets lokalhistorie. 
Hans fader Alfred Du Bois kom fra Haiti, og han var af afrikansk afstamning. Hans bedstefader var doktor James Du Bois, som boede i Poughkeepsie, New York. DuBois' familie blev belønnet med omfattende landområder på Bahamas for deres støtte til den britiske konge Georg 3. under den amerikanske revolution. Alfred Du Bois og hans kone Mary Silvina Burghardt giftede sig den 5. februar 1867 i Housatonic i Massachusetts. Familien flyttede mange gange og overlevede hovedsagelig ved hjælp af penge fra familiemedlemmer, DuBois' ekstraarbejder og forskellige tilfældige jobs. I 1940, ved Atlanta University, grundlagde DuBois Phylon Magazine og var en produktiv forfatter og skrev 22 bøger. Fem var romaner. Han bidrog til at etablere fire faglige tidsskrifter. 
Du Bois begyndte at skrive om sociologi og kriminalitet i 1897 kort tid efter sin doktorgrad fra Harvard. Han var måske den første amerikanske kriminolog, der kombinerede historiske fakta med dybe sociale ændringer, og han anvendte denne kombination til at postulere mange af sine teorier. Du Bois blev tidligt medlem af Alpha Phi Alpha, det første broderskab af afro-amerikanere, og som havde fokus på de borgerrettigheder, som de mente, at afro-amerikanere havde krav på. 
Du Bois blev imponeret af den voksende styrke i det kejserlige Japan efter den japanske sejr i den russisk-japanske krig i september 1905. Du Bois anså den japanske sejr over Zarrusland som et eksempel på "de farvedes stolthed". I løbet af 1936 besøgte DuBois også Nazi-Tyskland. Han bemærkede senere, at han havde mødt mere respekt blandt akademikerne, som han havde mødt i Tyskland, end han plejede at møde fra hvide, amerikanske kolleger. Da han returnerede til USA, udtrykte han sin ambivalens angående det nationalsocialistiske regime. Samtidig med, at han viste dyb beundring for, hvordan nationalsocialisterne havde forbedret den tyske økonomi i mellemkrigstiden, var han forfærdet over deres behandling af jøderne.
Den 27. august 1963 døde Du Bois under en rejse med sin kone i Accra, i en alder af 95 år, blot én dag før Martin Luther King skulle holde sin berømte "Jeg har en drøm"-tale. Du Bois blev gravlagt på DuBois Memorial Centre i Accra i Ghana. Du Bois var gift to gange: først med Nina Gomer Du Bois i 1896. Dette ægteskab varede til 1950. I sit første ægteskab fik han to børn.
Du Bois var ven med Franklin D. Roosevelt[kilde mangler] og deltog som officielt indbudt observatør, da FN oprettedes i San Francisco i 1945.
Du Bois var en stor inspirationskilde for Malcolm X.[kilde mangler]